# Borodūlīkha Aūdany
Borodūlīkha Aūdany är ett distrikt i Kazakstan.   Det ligger i oblystet Östkazakstan, i den östra delen av landet, 700 km öster om huvudstaden Astana.